# Takafumi Mikuriya
Takafumi Mikuriya (født 11. maj 1984) er en tidligere japansk fodboldspiller.
Han har spillet for flere forskellige klubber i sin karriere, herunder Ventforet Kofu, Thespa Kusatsu og Kataller Toyama.